# Campionati russi di ciclismo su strada
I Campionati russi di ciclismo su strada sono la manifestazione ciclistica annuale che assegna il titolo di Campione di Russia. I vincitori hanno il diritto di indossare per un anno la maglia di campione russo, come accade per il campione mondiale.
A causa dell'invasione russa dell'Ucraina del 2022, i campionati nazionali non sono più riconosciuti dall'Unione Ciclistica Internazionale.

## Campioni in carica
| Uomini Elite | Uomini Elite   |
| ------------ | -------------- |
| In linea     | Pëtr Rikunov   |
| Cronometro   | Pëtr Rikunov   |
| Donne Elite  |                |
| In linea     | Tamara Dronova |
| Cronometro   | Tamara Dronova |

## Albo d'oro

### Titoli maschili
| Anno | Vincitore           | Secondo             | Terzo               |
| ---- | ------------------- | ------------------- | ------------------- |
| 1992 | Asjat Saitov        | Dmitrij Konyšev     | Aleksandr Timofeev  |
| 1993 | Dmitrij Konyšev     | Asjat Saitov        | Vjačeslav Ekimov    |
| 1994 | Romes Gajnetdinov   | Alsar Gorgos        | Aleksej Bočkov      |
| 1995 | Asjat Saitov        | Vjačeslav Džavanjan | Andrej Zinčenko     |
| 1996 | Vasilij Davidenko   | Dmitrij Sedun       | Dmitrij Konyšev     |
| 1997 | Vjačeslav Ekimov    | Sergej Uslamin      | Oleksandr Hončenkov |
| 1998 | Sergej Ivanov       | Pëtr Ugrumov        | Dmitrij Konyšev     |
| 1999 | Sergej Ivanov       | Vasilij Davidenko   | Dmitrij Sedun       |
| 2000 | Sergej Ivanov       | Pavel Tonkov        | Aleksej Sivakov     |
| 2001 | Dmitrij Konyšev     | Aleksej Markov      | Denis Bondarenko    |
| 2002 | Oleg Griškin        | Andrej Pčëlkin      | Dmitrij Gajnetdinov |
| 2003 | Aleksandr Baženov   | Dmitrij Dement'ev   | Oleg Žukov          |
| 2004 | Aleksandr Kolobnev  | Michail Timošin     | Andrej Pčëlkin      |
| 2005 | Sergej Ivanov       | Vladimir Gusev      | Andrej Pčëlkin      |
| 2006 | Aleksandr Chatuncev | Aleksandr Efimkin   | Evgenij Petrov      |
| 2007 | Vladislav Borisov   | Sergej Kolesnikov   | Jurij Trofimov      |
| 2008 | Sergej Ivanov       | Aleksandr Baženov   | Roman Klimov        |
| 2009 | Sergej Ivanov       | Jurij Trofimov      | Egor Silin          |
| 2010 | Aleksandr Kolobnev  | Vladimir Gusev      | Aleksandr Mironov   |
| 2011 | Pavel Brutt         | Ėduard Vorganov     | Jurij Trofimov      |
| 2012 | Ėduard Vorganov     | Aleksandr Kolobnev  | Pavel Brutt         |
| 2013 | Vladimir Isajčev    | Vladimir Gusev      | Andrej Solomennikov |
| 2014 | Aleksandr Porsev    | Vladimir Gusev      | Artur Eršov         |
| 2015 | Jurij Trofimov      | Pavel Brutt         | Sergej Lagutin      |
| 2016 | Pavel Kochetkov     | Maxim Belkov        | Sergej Lagutin      |
| 2017 | Alexandr Porsev     | Artem Nych          | Sergey Shilov       |
| 2018 | Ivan Rovny          | Alexander Porsev    | Igor Frolov         |
| 2019 | Aleksandr Vlasov    | Igor Frolov         | Mikhail Fokin       |
| 2020 | Sergey Shilov       | Igor Frolov         | Nikita Martynov     |
| 2021 | Artëm Nyč           | Il'nur Zakarin      | Ivan Rovnyj         |
| 2022 | Pëtr Rikunov        | Artem Nych          | Mamyr Stash         |
| 2024 | Pëtr Rikunov        | Ilia Schegolkov     | Savva Novikov       |

| Anno | Vincitore            | Secondo            | Terzo               |
| ---- | -------------------- | ------------------ | ------------------- |
| 1994 | Evgenij Berzin       | Evgenij Izboldin   | Igor' Pruckich      |
| 1998 | Oleg Žukov           | Aleksej Sivakov    | Ėduard Gricun       |
| 1999 | Sergej Starčenkov    | Dmitrij S"emov     | Konstantin Gradusov |
| 2000 | Evgenij Petrov       | Oleg Žukov         | Denis Men'šov       |
| 2001 | Dmitrij S"emov       | Denis Bondarenko   | Andrej Zinčenko     |
| 2002 | Evgenij Petrov       | Dmitrij S"emov     | Vladimir Karpec     |
| 2003 | Vladimir Gusev       | Aleksandr Bespalov | Vladislav Borisov   |
| 2004 | Aleksandr Bespalov   | Oleg Žukov         | Dmitrij S"emov      |
| 2005 | Vladimir Gusev       | Aleksandr Bespalov | Vladislav Borisov   |
| 2006 | Aleksandr Bespalov   | Aleksej Belov      | Evgenij Petrov      |
| 2007 | Vladimir Gusev       | Evgenij Petrov     | Aleksandr Bespalov  |
| 2008 | Vladimir Gusev       | Timofej Krickij    | Vladimir Karpec     |
| 2009 | Artëm Ovečkin        | Michail Ignat'ev   | Maksim Bel'kov      |
| 2010 | Vladimir Gusev       | Michail Ignat'ev   | Aleksandr Arekeev   |
| 2011 | Michail Ignat'ev     | Vladimir Karpec    | Evgenij Sokolov     |
| 2012 | Denis Men'šov        | Dmitrij Sokolov    | Pavel Brutt         |
| 2013 | Il'nur Zakarin       | Vladimir Gusev     | Artëm Ovečkin       |
| 2014 | Anton Vorob'ëv       | Sergej Černeckij   | Artëm Ovečkin       |
| 2015 | Artëm Ovečkin        | Sergej Nikolaev    | Pavel Brutt         |
| 2016 | Sergey Chernetskiy   | Pavel Brutt        | Maxim Belkov        |
| 2017 | Ilnur Zakarin        | Maxim Belkov       | Anton Vorob'ëv      |
| 2018 | Artem Ovechkin       | Pavel Sivakov      | Anton Vorob'ëv      |
| 2019 | Artem Ovechkin       | Anton Vorob'ëv     | Artem Nych          |
| 2020 | Artem Ovechkin       | Sergey Shilov      | Viktor Manakov      |
| 2021 | Aleksandr Vlasov     | Artem Ovechkin     | Vladislav Duyunov   |
| 2022 | Alexander Evtushenko | Petr Rikunov       | Victor Manakov      |
| 2024 | Pëtr Rikunov         | Lev Gonov          | Ivan Menshov        |

### Titoli femminili
| Anno | Vincitrice            | Seconda                 | Terza                   |
| ---- | --------------------- | ----------------------- | ----------------------- |
| 1993 | Gul'nara Fatkulina    | Svetlana Samochvalova   | Nadežda Paškova         |
| 1994 | Svetlana Samochvalova | Svetlana Bubnenkova     | Ol'ga Sokolova          |
| 1995 | Aleksandra Koljaseva  | Valentina Polchanova    | Svetlana Samochvalova   |
| 1996 | Svetlana Bubnenkova   | Zul'fija Zabirova       | Aleksandra Koljaseva    |
| 1997 | Tat'jana Kaverina     | Oksana Tončeva          | Valentina Gerasimova    |
| 1998 | Svetlana Samochvalova | Tat'jana Kaverina       | Svetlana Stepanova      |
| 1999 | Julija Razenkova      | Valentina Gerasimova    | Ol'ga Sljusareva        |
| 2000 | Svetlana Bubnenkova   | Zul'fija Zabirova       | Julija Martisova        |
| 2001 | Elena Čalych          | Svetlana Bubnenkova     | Svetlana Samochvalova   |
| 2002 | Svetlana Bubnenkova   | Valentina Polchanova    | Ol'ga Sljusareva        |
| 2003 | Svetlana Bubnenkova   |                         |                         |
| 2004 | Svetlana Bubnenkova   | Ol'ga Sljusareva        | Julija Martisova        |
| 2005 | Julija Martisova      | Ol'ga Sljusareva        | Svetlana Bubnenkova     |
| 2006 | Ol'ga Sljusareva      | Tat'jana Panina-Šiškova | Elena Stramojsova       |
| 2007 | Natal'ja Bojarskaja   | Elena Gajun             | Elena Kučinskaja        |
| 2008 | Julija Martisova      | Julija Blindjuk         | Natal'ja Bojarskaja     |
| 2009 | Julija Il'inych       | Anna Evseeva            | Tat'jana Panina-Šiškova |
| 2010 | Tat'jana Antošina     | Julija Martisova        | Larisa Pankova          |
| 2011 | Ajžan Žaparova        | Svetlana Bubnenkova     | Larisa Pankova          |
| 2012 | Julija Blindjuk       | Anna Potokina           | Ajžan Žaparova          |
| 2013 | Svetlana Bubnenkova   | Oksana Kozončuk         | Ajžan Žaparova          |
| 2014 | Тat'jana Аntošina     | Ajžan Žaparova          | Ksenija Dobrynina       |
| 2015 | Anna Potokina         | Anastasija Ponetajkina  | Darija Egorova          |
| 2016 | Natalia Boyarskaya    | Viktoriya Grishechko    | Oxana Kozonchuk         |
| 2017 | Anastasiia Iakovenko  | Karina Kasenova         | Svetlana Kuznetsova     |
| 2018 | Margarita Syrodoeva   | Anna Potokina           | Elyzaveta Oshurkova     |
| 2019 | Alexandra Goncharova  | Irina Ivanova           | Anna Potokina           |
| 2020 | Diana Klimova         | Natalia Studenikina     | Seda Krylova            |
| 2021 | Seda Krylova          | Daria Fomina            | Tamara Dronova          |
| 2022 | Tamara Dronova        | Ekaterina Golovastova   | Anastasia Pecherskikh   |

| Anno | Vincitrice            | Seconda               | Terza                  |
| ---- | --------------------- | --------------------- | ---------------------- |
| 1993 | Nadežda Kibardina     | Svetlana Bubnenkova   | Valentina Gerasimova   |
| 1994 | Svetlana Bubnenkova   | Aleksandra Koljaseva  | Valentina Gerasimova   |
| 1995 | Valentina Polchanova  | Zul'fija Zabirova     | Svetlana Bubnenkova    |
| 1996 | Zul'fija Zabirova     | Gul'nara Fatkulina    | Natal'ja Bubnečikova   |
| 1997 | Zul'fija Zabirova     | Valentina Polchanova  | Valentina Gerasimova   |
| 1998 | Zul'fija Zabirova     | Svetlana Samochvalova | Valentina Gerasimova   |
| 1999 | Zul'fija Zabirova     | Valentina Polchanova  | Elena Čalych           |
| 2000 | Zul'fija Zabirova     | Ol'ga Sljusareva      | Valentina Polchanova   |
| 2001 | Ol'ga Sljusareva      | Elena Čalych          | Svetlana Ivachonenkova |
| 2002 | Zul'fija Zabirova     | Ol'ga Sljusareva      | Svetlana Bubnenkova    |
| 2003 | Svetlana Bubnenkova   |                       |                        |
| 2004 | Ol'ga Sljusareva      | Svetlana Bubnenkova   | Natal'ja Bojarskaja    |
| 2005 | Svetlana Bubnenkova   | Ol'ga Sljusareva      | Tat'jana Antošina      |
| 2006 | Ol'ga Sljusareva      | Svetlana Bubnenkova   | Tat'jana Antošina      |
| 2007 | Tat'jana Antošina     | Aleksandra Burčenkova | Julia Martisova        |
| 2008 | Elena Čalych          | Tat'jana Antošina     | Natal'ja Bojarskaja    |
| 2009 | Julija Il'inych       | Aleksandra Burčenkova | Svetlana Bubnenkova    |
| 2010 | Tat'jana Antošina     | Ol'ga Zabelinskaja    | Viktorija Kondel']     |
| 2011 | Aleksandra Burčenkova | Ol'ga Zabelinskaja    | Tat'jana Antošina      |
| 2012 | Ol'ga Zabelinskaja    | Natal'ja Bojarskaja   | Tat'jana Antošina      |
| 2013 | Tat'jana Antošina     | Ksenija Dobrynina     | Aleksandra Burčenkova  |
| 2014 | Тat'jana Аntošina     | Ksenija Dobrynina     | Irina Moličeva         |
| 2015 | Тat'jana Аntošina     | Natal'ja Bojarskaja   | Tamara Balabolina      |
| 2016 | Тat'jana Аntošina     | Ksenija Dobrynina     | Anastasia Iakovenko    |
| 2017 | Kseniia Tymbalyuk     | Anastasiia Pliaskina  | Margarita Syrodoeva    |
| 2018 | Olga Zabelinskaïa     | Kseniia Tsymbalyuk    | Marija Novolodskaja    |
| 2019 | Anastasiia Pliaskina  | Elizaveta Oshurkova   | Ksenia Dobrynina       |
| 2020 | Elizaveta Oshurkova   | Maria Novolodskaya    | Tamara Dronova         |
| 2021 | Tamara Dronova        | Natalia Studenikina   | Tatiana Antoshina      |
| 2022 | Tamara Dronova        | Tatiana Antoshina     | Diana Klimova          |